# Onthophagus quaestus
Onthophagus quaestus là một loài bọ cánh cứng trong họ Bọ hung (Scarabaeidae).